# Hajdú János (újságíró)
Hajdú János (Budapest, 1934. december 17. –) magyar újságíró, televíziós műsorvezető, országgyűlési képviselő.

## Életpályája
Nevelőapja Hajdú Artúr (1879–1951) ügyvéd volt. Általános és középiskolai tanulmányait Budapesten végezte. 1953-ban érettségizett a Budapesti Élelmiszeripari Technikumban. 1953–1954-ben a Külügyi Főiskola hallgatója volt. 1954–1956 között az Eötvös Loránd Tudományegyetem Bölcsészettudományi Karának német szakán tanult. 1956–1957-ben a Külügyminisztériumban dolgozott. 1957 óta újságíró. 1961–1980 között a Népszabadság munkatársa volt. 1963–1987 között tv-kommentátor volt. 1968–1969-ben hanoi, 1970–1974 között pedig bonni tudósítóként tevékenykedett. 1976–1987 között a Nemzetközi Stúdió műsorvezetője volt. 1981–1987 között a Magyar Televíziónál dolgozott, ahol A Hét című műsort vezette. 1987–1990 között berni nagykövet volt. 1990 óta publicista és gazdasági tanácsadó.
1962–1989 között az MSZMP tagja volt. 1994 óta MSZP tag. 1994–1998 között országgyűlési képviselő (Csongrád megye, Kistelek) és az európai integrációs ügyek bizottsági tagja, valamint az Interparlamentáris Unió magyar-kínai tagozatának elnöke volt.

## Művei
- Ratifikálás után válaszúton az NSZK; Kossuth, Budapest, 1972

## Díjai, elismerései
- Rózsa Ferenc-díj (1978)